# Sarcobatus
Sarcobatus je jediný rod čeledi Sarcobataceae vyšších dvouděložných rostlin z řádu hvozdíkotvaré (Caryophyllales). Jsou to slanomilné keře se sukulentními listy, rostoucí v jihozápadních oblastech Severní Ameriky.

## Popis
Druhy rodu Sarcobatus jsou opadavé jednodomé silně větvené keře se vzpřímenými větvemi. Na větévkách jsou úžlabní trny. Na dlouhých výhonech jsou listy střídavé, na zkrácených větévkách nahloučené. Listy jsou sukulentní, přisedlé, bez palistů. Čepel listů je čárkovitá, celokrajná, s okrouhlým průřezem nebo mírně zploštělá.
Květy jsou jednopohlavné, samčí ve vrcholových válcovitých klasech, samičí jednotlivé nebo po 2 v úžlabí listů. Samčí květy jsou bezobalné, s 1 až 4 tyčinkami s téměř přisedlými prašníky. Samičí květy mají miskovité dvoulaločné redukované okvětí. Semeník je polospodní, srostlý ze 2 plodolistů, jednokomůrkový, s 1 čnělkou a 2 bliznami. V semeníku je jediné vajíčko. Plodem je nažka obalená zdužnatělým okvětím.

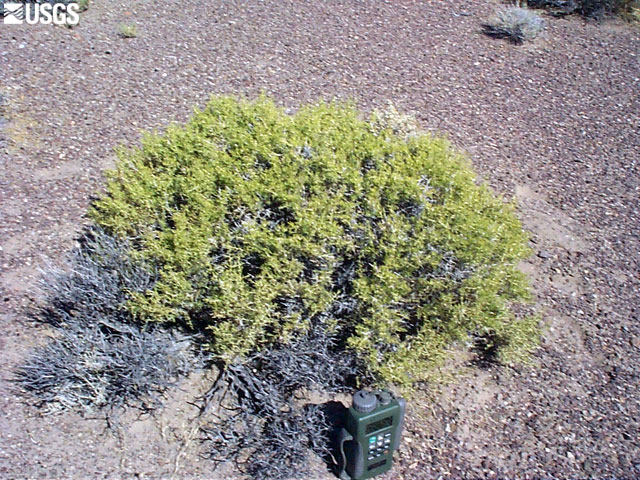
S. baileyi
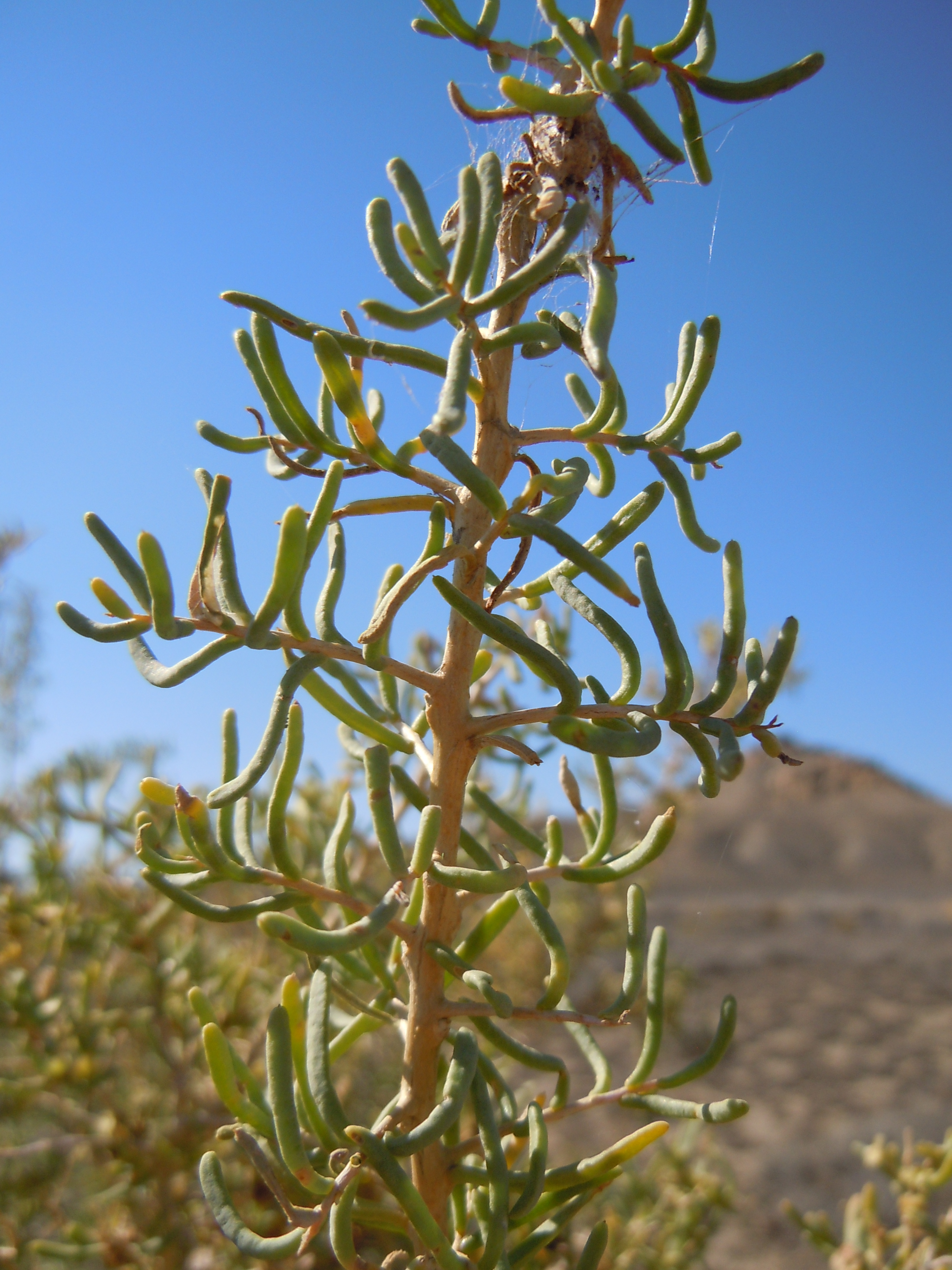
Větévka S. vermiculatus
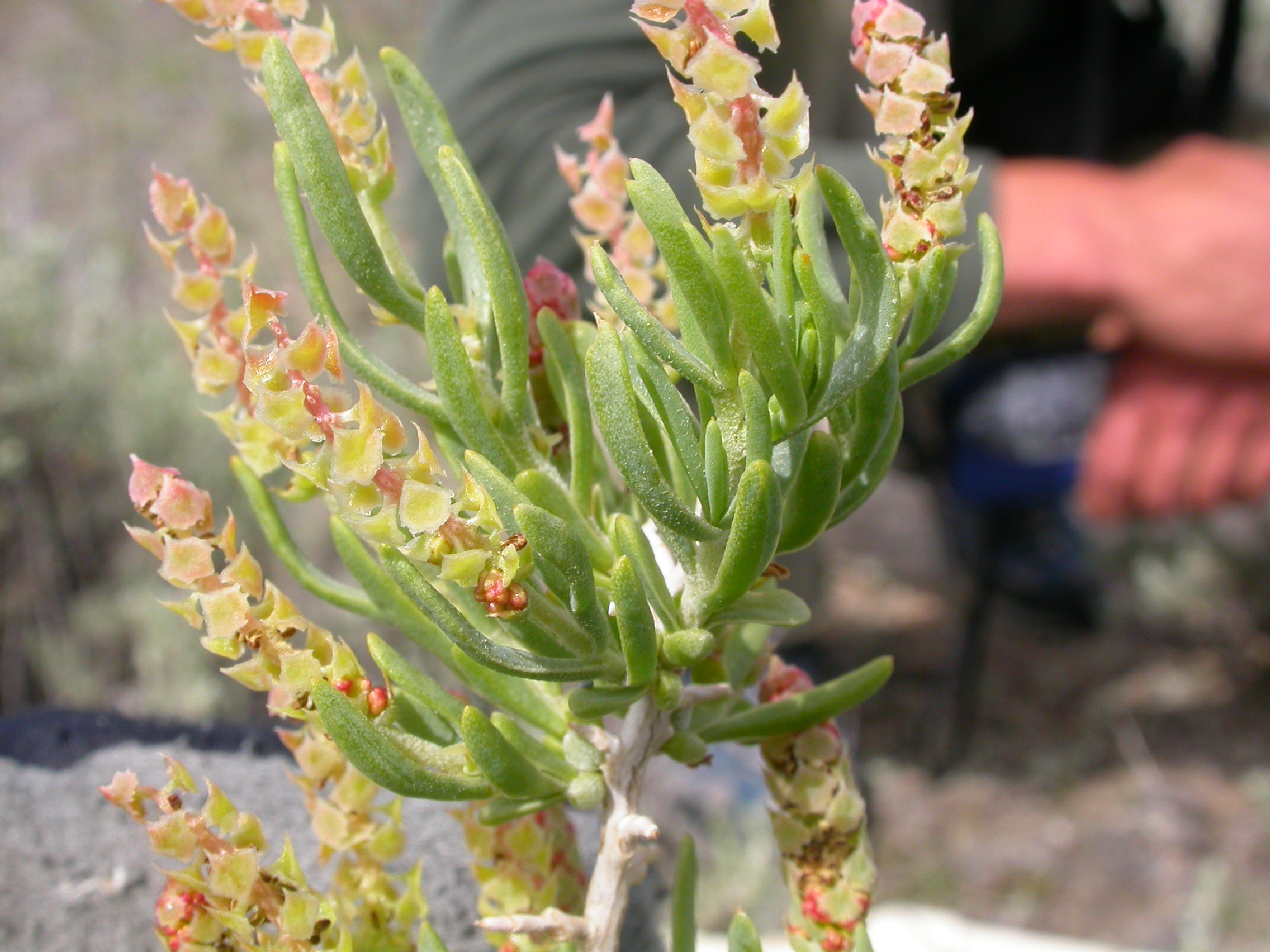
Samčí květenství S. vermiculatus
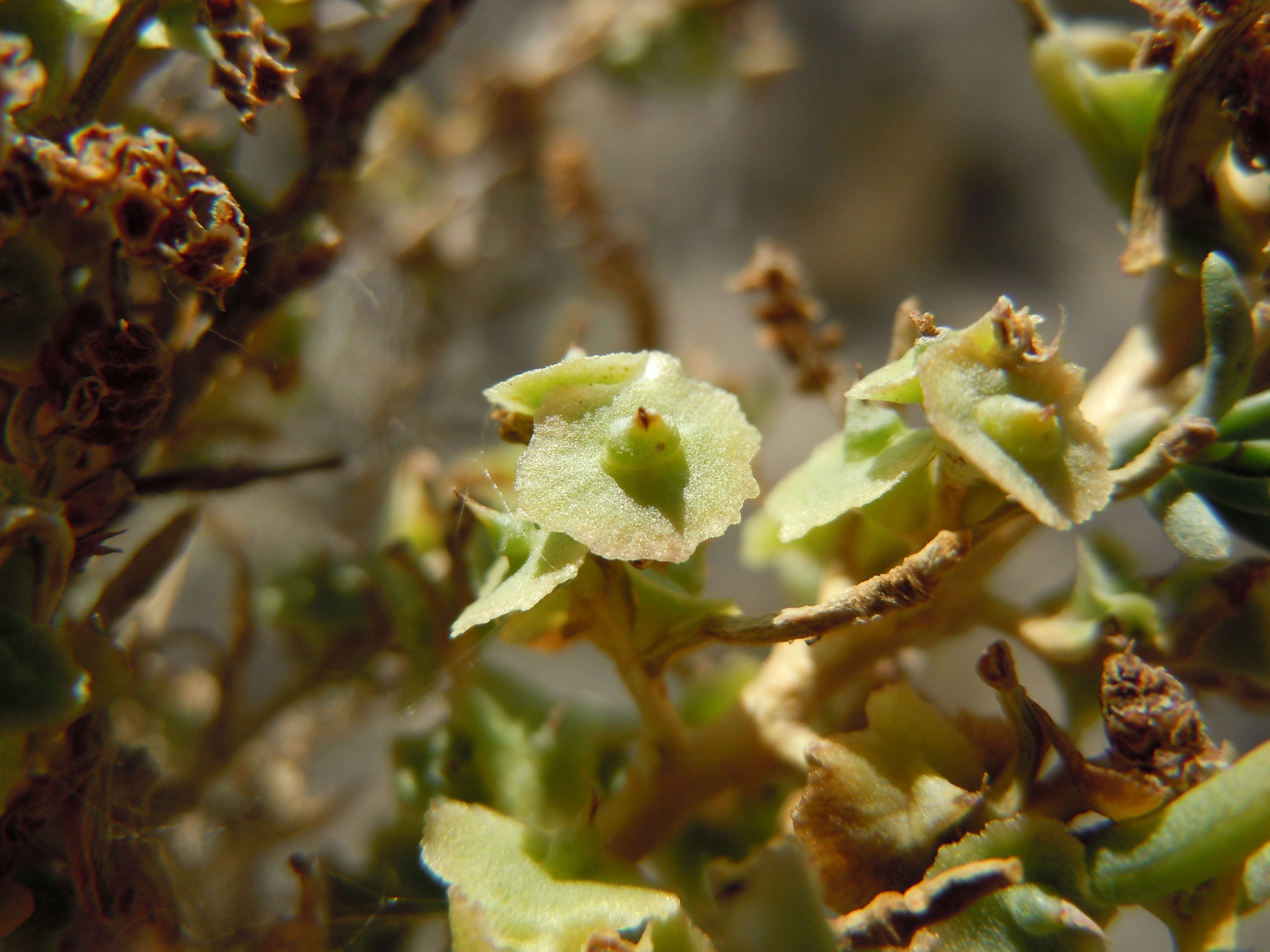
Nedozrálé plody S. vermiculatus

## Rozšíření
Rod Sarcobatus zahrnuje 2 druhy, Sarcobatus baileyi a Sarcobatus vermiculatus. Vyskytují se v západních oblastech Severní Ameriky od jižní Kanady po mexickou Sonoru. Oba druhy rostou na zásaditých zasolených půdách v pouštních a polopouštních oblastech v nadmořských výškách 600 až 2400 metrů.

## Taxonomie
Čeleď Sarcobataceae byla publikována v roce 1997. Předtím byl rod Sarcobatus řazen do čeledi merlíkovité (Chenopodiaceae).
Nejblíže příbuzné čeledi jsou podle kladogramů APG čeledi nocenkovité (Nyctaginaceae), líčidlovité (Phytolaccaceae) a Gisekiaceae.